# Список крупнейших библиотек России
В список крупнейших библиотек России включены библиотеки с объёмом фондов, превышающим 4 млн единиц хранения. Список пронумерован по убыванию объёма фондов.
 Цветом выделены национальные библиотеки.
| №   | Название                                                                                              | Расположение    | Фонды, единиц хранения | Посетителей в год | Бюджет, млн руб. | Штат, человек |
| --- | --- | --------------- | ---------------------- | ----------------- | ---------------- | ------------- |
| 1.  | Российская государственная библиотека                                                                 | Москва          | 48,7 млн               | 694,3 тыс.        | 3 340            | 1740          |
| 2.  | Российская национальная библиотека                                                                    | Санкт-Петербург | 39,2 млн               | 836,2 тыс.        | 1 564            | 1286          |
| 3.  | Библиотека Российской академии наук                                                                   | Санкт-Петербург | 26,5 млн               |                   |                  |               |
| 4.  | Институт научной информации по общественным наукам Российской академии наук                           | Москва          | 14,2 млн               | 135 тыс.          |                  | 330           |
| 5.  | Государственная публичная научно-техническая библиотека Сибирского отделения Российской академии наук | Новосибирск     | 14,0 млн               | 365 тыс.          |                  | 471           |
| 6.  | Научная библиотека Московского государственного университета имени М. В. Ломоносова                   | Москва          | 10,0 млн               |                   |                  | 700           |
| 7.  | Государственная публичная научно-техническая библиотека России                                        | Москва          | 8,1 млн                | 138,9 тыс.        | 426,6            | 326           |
| 8.  | Научная библиотека Санкт-Петербургского государственного университета                                 | Санкт-Петербург | 7,0 млн                |                   |                  | 235           |
| 9.  | Библиотека по естественным наукам Российской академии наук                                            | Москва          | 7,0 млн                |                   |                  |               |
| 10. | Государственная публичная историческая библиотека России                                              | Москва          | 6,2 млн                | 145,4 тыс.        | 373,2            | 254           |
| 11. | Научная библиотека Казанского (Приволжского) федерального университета                                | Казань          | 6,0 млн                | 450 тыс.          |                  |               |
| 12. | Донская государственная публичная библиотека                                                          | Ростов-на-Дону  | 5,3 млн                | 358,8 тыс.        | 275,2            | 224           |
| 13. | Всероссийская государственная библиотека иностранной литературы имени М. И. Рудомино                  | Москва          | 4,5 млн                | 235,8 тыс.        | 442,9            | 285           |
| 14. | Самарская областная универсальная научная библиотека                                                  | Самара          | 4,5 млн                | 401,8 тыс.        |                  | 236           |
| 15. | Кировская государственная универсальная областная научная библиотека имени А. И. Герцена              | Киров           | 4,35 млн               | 124,8 тыс.        |                  | 162           |
| 16. | Дальневосточная государственная научная библиотека                                                    | Хабаровск       | 4,0 млн                |                   |                  | 183           |